# Diecezja El Tigre
Diecezja El Tigre – rzymskokatolicka diecezja w północnej Wenezueli, podlegająca pod metropolię Cumaná. Obszarem działania obejmuje południową część stanu Anzoátegui.

## Historia
- 25 kwietnia 2018 - utworzenie diecezji El Tigre[1]

## Biskupi
- bp José Manuel Romero Barrios (od 2018)